# Stagecoach Inn
Pour les articles homonymes, voir Stagecoach.
Le Stagecoach Inn est un hôtel américain situé à Salado, au Texas. Ouvert en 1852, il fait partie des Recorded Texas Historic Landmarks depuis 1962, est inscrit au Registre national des lieux historiques depuis le 5 avril 1983 et est membre des Historic Hotels of America depuis 2018.